# 东兴乡 (达州市)
东兴乡，是中华人民共和国四川省达州市达川区曾经下辖的一个乡。2019年12月，撤销东兴乡，将其所属行政区域划归麻柳镇管辖。

## 行政区划
东兴乡撤销前下辖以下地区：
街道社区、兴隆场村、马家坝村、大水河村、罗家冲村、白马寨村、宣家坡村、二郎桥村、蒋家沟村、郑家店村、洞子口村、梁家坝村、剑楼村、潘家湾村、凤凰寨村、麦里垭村和龙洞庵村。